# Afkorting
Een afkorting is, in schriftelijk taalgebruik, iedere verkorte schrijfwijze voor een woord, woordgroep, naam of andere aanduiding. Het woord afkorting is een verzamelbegrip voor meerdere categorieën; in alle gevallen is de overeenkomst echter dat in de schrijfwijze een of meer letters zijn weggelaten.

## Categorieën
Er vallen vijf categorieën afkortingen te onderscheiden:
- afkortingen in engere zin: bij lezing wordt het oorspronkelijke woord voluit uitgesproken (bij "blz.", "m.a.w.": worden niet de letters uitgesproken, maar het bijpassende woord: "bladzij", "met andere woorden")
- symbolen: wetenschappelijke notaties en andere genormeerde korte schrijfwijzen ("V", "g", "EUR")
- initiaalwoorden: waarbij de letters apart uitspreken ("pc", uitgesproken als "peesee")
- letterwoorden of acroniemen, waarbij de letters als woord worden uitgesproken ("pin", "Riagg")
- lettergreepwoorden of verkortingen: opgebouwd uit oorspronkelijke lettergrepen of delen daarvan zoals: "horeca": verkort van ho(tel), re(staurant), ca(fé), "Benelux": verkorting van Be(lgië), Ne(derland) en Lux(emburg), of "BiNaS": Bi(ologie), Na(tuurkunde) en S(cheikunde).

Over deze vijf termen bestaat weleens verschil van opvatting. Met name is wel bezwaar gemaakt tegen de term letterwoord: ieder woord bestaat immers uit letters. De hier gegeven indeling is die van de Woordenlijst Nederlandse Taal (het Groene Boekje).

## Afkorting als woord
Taalkundig moet een afkorting als een woord worden beschouwd. Ze kan als kern van een zinsdeel fungeren:
- Mijn pc vertoont gebreken. (onderwerp)
- Blikseminslag stelt NS voor grote problemen. (lijdend voorwerp)
- Ze werkt een poosje in de horeca. (bepaling)

Er kunnen andere woorden van worden afgeleid, zelfs in een andere woordsoort:
- Het hele verhaal past op een A4'tje. (verkleinwoord)
- Mag ik pinnen, alstublieft? (werkwoordsvorming).

en een afkorting kan, net als een ander woord, worden gebruikt in samenstellingen:
- Riagg-centrum

Een afkorting kan zelfs een ander grammaticaal geslacht hebben dan het oorspronkelijke woord:
- de wc (mannelijk) is een afkorting van het watercloset (onzijdig).

## Hoofdlettergebruik in afkortingen

### Inburgering
De Woordenlijst Nederlandse Taal hanteert de stelregel dat een initiaal- of letterwoord met hoofdletters wordt geschreven zolang het nog niet is ingeburgerd: de taalgebruiker ondergaat het als een "vreemd" woord. Zodra het woord echter gewoner is geworden, krijgt het kleine letters. De grens is moeilijk precies aan te geven, en correcte spelling vereist veelal dat de afkorting wordt opgezocht in de lijst. Nederlandse onderwijsvormen krijgen kleine letters. Enkele voorbeelden zijn:
- ADSL, RAM; cd-rom, pc, aids, pin; vwo

### Regelgeving van de overheid
Wetten en plannen van de overheid krijgen in de regel hoofdletters:
- OCMW, AWBZ, AOW, KB

maar hierop zijn diverse uitzonderingen; een afkorting met kleine letters kan ingeburgerd zijn:
- de Auteurswet wordt afgekort tot Aw
- de oude Algemene bijstandswet heette ABW, zijn inmiddels ook alweer vervallen opvolger was de Abw: hier bestaat dus zelfs een betekenisverschil.

### Namen en donorprincipe
Bij afkortingen van eigennamen worden doorgaans de hoofdletters gevolgd zoals die in de naam voorkomen:
- StuBru, Q, BuZa, NS, NMBS.

Gaat het om letterwoorden die een eigennaam vormen, dan bepaalt het aantal letters de spelling: tot drie letters worden met hoofdletters gespeld, vier letters alleen met hoofdletters als het een openbaar lichaam betreft, langere letterwoorden hebben alleen een beginhoofdletter:
- EU, WEU, NAVO, Unicef.

Maar als degene die recht op de naam heeft, een andere spelling hanteert, geldt het donorprincipe en wordt die spelling gevolgd:
- PvdA.

### Titulatuur
Afgekorte titulatuur wordt in kleine letters en met een punt geschreven:
- prof. dr. ing. J. Akkermans.

### Persoonsnamen
Voorletters en initialen krijgen doorgaans punten. De spaties tussen punt en volgende voorletter worden overigens vaak weggelaten. De letters van parafen krijgen zelden punten.
- Mevrouw L.W.S.A.L.B. van der Laan
- Verdachte Ronald T.

### Verkortingen
Een verkorting is opgebouwd uit oorspronkelijke lettergrepen of delen daarvan. Ze krijgt kleine letters, tenzij het donorprincipe geldt:
- horeca, fanzine
- StuBru, BiZa.

### Ziekten
Ziekten worden met hoofdletters geschreven, tenzij ze tot het dagelijks taalgebruik behoren:
- MKZ, tbc.

### Symbolen
De schrijfwijze van symbolen (eenheid en voorvoegsel) is meestal bij (internationale) conventie geregeld:
- EUR, USD, mHz, MHz, GB, Gb, Hg2Cl2 ("euro", "Amerikaanse dollar", "millihertz", "megahertz", "gigabyte", "gigabit", "kwikchloride").

## Gebruik van punten

### Regel
Een algemene regel is dat afkortingen punten bevatten:
- drs., pag., z.o.z., bv.

### Uitzonderingen

#### Symbolen
Op deze regel bestaat een aantal uitzonderingen. Internationaal aanvaarde symbolen bevatten doorgaans geen punten:
- 15 cm/s, 512 MB

maar in het dagelijks taalgebruik wordt soms een alternatieve afkorting gebruikt, die niet het officiële symbool is:
- Over 30 sec. wordt uw pc afgesloten.

Hierdoor hebben we de symboolafkorting s naast de meer alledaagse afkorting sec. Het gebruik zal ervan afhangen in hoeverre de tekst officieel en specialistisch van aard is.

#### Schuine streep
Soms wordt in plaats van een punt een (enkele) schuine streep gebruikt, zoals in t/m voor tot en met of v/d voor van de.

#### Initiaalwoorden en letterwoorden
Bij initiaalwoorden (pc) en letterwoorden (BuZa) geeft de uitspraak de doorslag. Zulke woorden worden doorgaans uitgesproken áls letters: we zeggen "peesee" en "buuzaa". In dat geval komen er geen punten:
- pc, BuZa, COC.

Afkortingen die daarentegen voluit worden uitgesproken, krijgen wel de punten:
- Z.K.H., o.a.

We spreken uit: "Zijne Koninklijke Hoogheid", "onder andere(n)".
Hier doet zich nog een tussengeval voor: woorden die in het hedendaagse taalgebruik als initiaalwoord werden uitgesproken, maar vroeger voluit, behouden toch de oorspronkelijke punten:
- s.v.p., c.q. (vroeger "s'il vous plaît" en "casu quo", daarna steeds vaker "esveepee" en "seekuu").

Het tussengeval levert het probleem voor de schrijver op dat hij een "vroeger" taalgebruik moet vergelijken met een "hedendaags" taalgebruik.

#### Homografen
Als een afkorting precies dezelfde spelling heeft als een ander woord (ermee homograaf is), kunnen ter verduidelijking punten worden geschreven:
- m.o.k. ("moeilijk opvoedbare kinderen", om verwarring met de drinkbeker te vermijden).

Die punten zijn niet altijd nodig; de context kan voldoende duidelijkheid verschaffen:
- Ze werd op een mok-school geplaatst.

## Meervoud

### Regel
De meervoudsvorm van een afkorting is 's.
- tv → tv's

### Uitzondering
Als de afkorting eindigt op s of x is de meervoudsvorm 'en.
- gps → gps'en

## Bijzondere afkortingen

### Ingebed
Een aantal afkortingen bestaan uit componenten die zelf ten dele weer afkortingen zijn:
- KPN is de afkorting van Koninklijke PTT Nederland. Het tweede woord van de afkorting, PTT, is een initiaalwoord, en dus een afkorting (van Posterijen, Telegrafie en Telefonie).
- De naam van de hockeyclub HGC staat voor HOC Gazelle Combinatie. HOC op zijn beurt is een afkorting van Hockey ODIS Club, en ODIS staat weer voor Ons Doel Is Scoren.
- De naam van de voetbalvereniging NAC is een afkorting van NOAD ADVENDO Combinatie. NOAD komt van Nooit Opgeven Altijd Doorzetten, terwijl ADVENDO staat voor Aangenaam Door Vermaak En Nuttig Door Ontspanning. Dit is de langste clubnaam van Europa,[1] en volgens de Engelse krant The Guardian is het waarschijnlijk de langste clubnaam ter wereld.[2]

### Recursief
- Ook GNU is een bijzondere afkorting: zij is recursief en staat voor GNU's Not Unix. Tevens is PHP hier een mooi voorbeeld van: PHP Hypertext Preprocessor

### Afko's
Soms wordt het woord afko gebruikt voor "afkorting", met name onder studenten. In de studentencultuur verwijzen veel "afko's" naar studentikoze situaties en spullen, zoals speciaalbier (spebi), quarantaine (quara) en heerlijk (heerlie). Kenmerkend is dat het vaak geen daadwerkelijke afkortingen betreft, maar slechts woorden waarbij het laatste deel wordt weggelaten. Veel "afko's" eindigen bovendien, al dan niet kunstmatig, op een klinker. Deze verkorte vormen worden meestal als grappige vondst gepresenteerd; ingeburgerd zijn ze echter niet, en in verzorgd taalgebruik komen ze niet voor. Tijdens de coronacrisis nam het gebruik van studentikoze afkortingen op sociale media een vlucht.

### Taalgemengd
Afkortingen kunnen ook samengesteld worden uit woorden van verschillende talen. Zo staat
ABL voor Armée Belg(e)isch Leger. In het Belgisch leger moet de terminologie immers de twee talen strikt evenwaardig behandelen.

Dergelijke afkortingen, een vorm van meertalige naamgeving dus, komen vooral voor in tweetalige organisaties of als men zich tot twee verschillende taalgroepen wendt, zoals bijvoorbeeld in B.U.B., Belgische Unie - Union Belge.

## Problemen in het gebruik
Een afkorting heeft met een woord de eigenschap gemeen dat zij een taalteken is: zij heeft een bepaalde vorm en verwijst naar een begrip in de werkelijkheid: zij heeft dus een bepaalde betekenis. Dit brengt een aantal consequenties met zich mee.
- Het gebruik van taaltekens is aan taalwetten onderhevig, niet aan logische wetten. Er bestaan bijvoorbeeld de afkortingen o.i. en m.i., initiaalwoorden voor onzes inziens resp. mijns inziens; maar daaruit volgt niet dat dan ook de afkorting j.i. voor jouws inziens gerechtvaardigd zou zijn.
- Taaltekens hebben alleen betekenis als die betekenis door schrijver en lezer wordt gedeeld. Daaruit volgt dat men niet willekeurig afkortingen kan aanmaken; daarvan zullen de meeste immers geen ingang vinden in het taalgebruik van anderen; de taalgemeenschap neemt ze niet over.
- Wel is naamgeving mogelijk, en een afkorting kan een naam zijn. Dit is het geval bij bedrijven, instellingen en wetten; de afkorting is dan geheel aanvaardbaar.

### Afkorting en taalgebied
De toepassing van afkortingen verschilt van taal tot taal.
- Zo legt het Indonesisch een grote voorkeur aan de dag voor verkortingen, met name om (semi-)officiële instellingen en functies aan te duiden.
- Ook in een verwante taal als het Engels kunnen gewoonten anders zijn dan dan in het Nederlands. Het is in het Engels veel gebruikelijker de titel Professor, gevolgd door de naam, voluit te schrijven.

### Overmatig gebruik
Publicaties die het gebruik van verzorgd Nederlands willen bevorderen (stijlboeken, leerboeken journalistiek), raden doorgaans het veelvuldig gebruik van afkortingen af. Enkele van de wenken zijn:
- Samengestelde voorzetsels worden voluit geschreven: naar aanleiding van, met betrekking tot.
- Ook andere letterwoorden worden zo veel mogelijk vermeden: naar mijn mening, onder andere.
- Afkortingen die een minder bekende naam weergeven, worden zo veel mogelijk vermeden, en bij eerste gebruik toegelicht: De Nederlandse Uitgeversbond (NUB) heeft onder de aangesloten bedrijven een peiling gehouden. De resultaten, aldus de bond, waren bemoedigend.

### Vertaalfouten
Een afkorting kan niet van de ene taal in de andere worden vertaald. Zoals bij vertaling alleen die woorden kunnen worden gebruikt die in de doeltaal werkelijk bestaan, zo zijn ook uitsluitend die afkortingen beschikbaar die in de doeltaal inderdaad gebruikelijk zijn.
- In teksten die uit het Nederlands in het Engels vertaald zijn, komt soms de onjuiste afkorting a.o. voor. Deze afkorting stelt de Engelstalige lezer voor een aantal problemen:
  - De pseudovertaling a.o. is nu eens bedoeld als equivalent van het Nederlandse e.a., dan weer als tegenhanger van het Nederlandse o.a.. Eenduidigheid is er hier dus niet.
  - Bovendien bestaat in het Engels de afkorting a.o. niet. Er is wel een (weinig gebruikelijk) AO, "Army Officer", maar die heeft hoofdletters en blijft in de vertaalde tekst zonder betekenis. Daarmee is a.o. een sluipinvoer.
  - De Engelstalige lezer kent vermoedelijk geen Nederlands, en zal dus niet kunnen terugredeneren naar de bedoeling van de Nederlandse tekst, om aldus de verwarring alsnog op het spoor te komen.
- Voor Nederlandstaligen is dit effect gemakkelijker te constateren wanneer een tekst uit een andere taal in het Engels is vertaald. Sluipinvoer van een afkorting valt dan meer op.
  - Een Engelstalige tekst met daarin de uitdrukking Java a. Sumatra is waarschijnlijk uit het Duits vertaald. Het is noch voor Engelstaligen noch voor Nederlandstaligen duidelijk dat hier het Duitse u. (afkorting voor und) is omgezet in een afkorting a. (voor het Engelse and). Zo'n afkorting bestaat in het Engels niet.

## Lijsten van afkortingen naar onderwerp
- Afkortingen in de arbowereld
- Afkortingen in de geneeskunde
- Afkortingen in de informatica
- Afkortingen in de milieukunde
- Afkortingen in het onderwijs
- Afkortingen in de overheid en politiek